# La más bella
La más bella (一番美しく, Ichiban utsukushiku) es la segunda película del director de cine japonés Akira Kurosawa. Estrenada en 1944, con producción de los estudios Toho, está ambientada en el bando nipón durante la Segunda Guerra Mundial. Se califica como una película propagandística centrada en un grupo de mujeres que trabajan como voluntarias en una compañía que fabrica lentes de precisión para el ejército.

## Sinopsis
Durante la Segunda Guerra Mundial varias mujeres trabajan en una empresa de instrumentos de óptica. Bajo el control paternalista del director de la fábrica luchan para conseguir la máxima calidad en difíciles condiciones. A pesar de las enfermedades y los problemas con los que se enfrentan las mujeres son perseverantes en sus labores y dedicadas a su trabajo. Todas ellas, mantenidas y “apadrinadas” por la profesora, que será a la vez su tutora, su madre y su maestra, pues han sido trasladadas desde sus hogares para poder servir al país, solo encontraran el cariño entre ellas y la profesora.
El jefe de equipo, cuya mujer se está muriendo, se esforzará por dar ejemplo a los demás mostrando una férrea voluntad para cumplir el objetivo de incrementar la producción durante un periodo de cuatro meses.

## Reparto
- Takashi Shimura como jefe Goro Ishida
- Soichi Yoshikawa como jefe de la sección de Asuntos Generales
- Ichirô Sugai - Ken Shinda, jefe de la Sección Laboral
- Takako Irie - Noriko Mizushima
- Yôko Yaguchi - Tsuru Watanabe
- Sayuri Tanima - Yuriko Tanimura
- Sachiko Ozaki - Sachiko Yamazaki
- Shizuko Nishigaki - Fusae Nishioka
- Asako Suzuki - Asako Suzumura
- Haruko Toyama - Masako Koyama
- Aiko Masu - Tokiko Hiroda
- Kazuko Hitomi - Kazuko Futomi
- Shizuko Yamada - Hisae Yamaguchi
- Itoko Kôno - Sue Okabe
- Toshiko Hattori - Toshiko Hattori
- Emiko Rei - Chie Shima
- Haruko Mii - Haruko Kawai
- Minori Toyohara - Minori Yoyota
- Eiko Hirayama - Yoshiko Shirayama
- Harue Yamashita - Kiyo Mishima
- Mineko Mashiro - Mineko Bando
- Isuzu Miyakawa - Shizue Miyazaki
- Michiko Aikawa - Michiko Ayukawa
- Teruko Kato - Teruko Sato
- Akitake Kôno - instructor de banda
- Unpei Yokoyama - trabajadora
- Chieko Nakakita - estudiante
- Koyuri Tanima  - trabajadora

## Producción
Pese a los intentos de Kurosawa por conseguir que la censura le aceptase sus guiones, muchas veces se veía obligado a renunciar a ellos por completo pues la crítica los rechazaba de lleno por "demasiado occidentales". Tras varios intentos fallidos de pasar la censura el proyecto de La más bella vio la luz mostrando una trama propagandística en un contexto en que la derrota de Japón frente a los aliados comenzaba a vislumbrarse. Sin embargo, si separamos el contexto histórico en el que se realizó de la técnica empleada, es una película considerada interesante en la filmografía del realizador nipón.

"Hasta No añoro mi juventud (1946) y dada la situación del momento, no se podía decir nada. A pesar de nuestro anhelo de libertad nos contentamos jugando con la técnica (...). Durante la guerra había ciertas cosas que no podía expresar"
Akira Kurosawa 

En La más bella se aprecian las influencias de un temprano Kurosawa, que recurría a contar una, a priori, historia de propaganda nacional al modo del docudrama ruso (con Serguéi Eisenstein a la cabeza). La utilización de los planos cortos, de la maquinaria de la fábrica, o la visceralidad e intensidad de lo que se cuenta reflejado en la meticulosidad de los objetos y los rostros. Es una historia de esfuerzo y superación colectiva que no puede escapar de esa vertiente propagandística, pero que tiene momentos que demuestran la gran maestría del realizador. Durante el proceso de rodaje las actrices protagonistas tuvieron que convivir en la fábrica real en la que transcurre la trama.